# Melchior von Senitz
Melchior von Senitz (* 1574; † 24. August 1642 in Brieg, Herzogtum Brieg) entstammte dem schlesischen Adelsgeschlecht Senitz. Er war Geheimrat und Landeshauptmann des Herzogtums Brieg.

## Leben
Seine Eltern waren Heinrich von Senitz der Ältere (1533–1596), Brieger Rat, Landeshauptmann der Weichbilder Strehlen und Nimptsch, Kammerherr des polnischen Königs, und Margaretha geborene von Metzerode. Melchior von Senitz, Erbherr auf Rudelsdorf und Vogelsang kam nach achtjähriger Studienzeit 1597 an den Brieger Hof. Nach dem Tod des Brieger Herzogs Johann Christian 1639, leitete er für die Brüder Christian und Georg III. als Landeshauptmann die Regierungsgeschäfte, bis er von Adam von Borwitz abgelöst wurde. Melchior von Senitz besaß eine bedeutende Bibliothek, die er einem Herren von Canitz zu Urschkau vermachte. Sie gilt heute als verschollen. Seine Leichenpredigt hielt der Hofprediger Christoph Wittich. Sie wurde 1644 in Polnisch-Lissa zum Druck gegeben. Melchior von Senitz war mit Maria geborene von Haugwitz verheiratet und Vater von Maria von Senitz, die Friedrich von Canitz heiratete. Sein älterer Bruder war Heinrich von Senitz der Jüngere († 16. August 1624), Brieger Regierungsrat und Landeshauptmann der Weichbilder Strehlen und Nimptsch. 